# Christian Krettek
Christian Krettek (* 1953 in Palling, Oberbayern) ist ein deutscher Unfallchirurg und Hochschullehrer.

## Leben
Krettek besuchte Schulen in Palling, Traunstein und Freising. Mit einem Stipendium für besonders Begabte studierte er nach dem Abitur ab 1973 Medizin an der Ludwig-Maximilians-Universität München. Er war nach dem Staatsexamen zwei Jahre bei der Bundeswehr und bestand 1981 das amerikanische Examen. Mit einem Oskar-Karl-Forster-Stipendium der LMU promovierte er 1982 zum Dr. med.
Für die chirurgische Ausbildung ging er 1982 an die Medizinische Hochschule Hannover. Bei Harald Tscherne, Rudolf Pichlmayr, Hermann Mildenberger und Hans Georg Borst wurde er 1989 Facharzt für Chirurgie. 1992 habilitierte er sich mit dem Thema Intramedulläre Stabilisierung am Femurschaft: Neuentwicklung von Implantaten und Hilfsmitteln, experimentelle Untersuchungen und klinische Anwendung für das Fach Unfallchirurgie.
Seit 1996 apl. Professor, lehnte er 1998 den Ruf der Universität Rostock auf den Lehrstuhl für Unfallchirurgie ab. 1999 ging er nach Australien, als Professor an der Monash University und Direktor der Unfallchirurgie im Alfred Hospital in Melbourne. Am 1. November 2000 kehrte er als Nachfolger seines Lehrers Tscherne auf den Lehrstuhl nach Hannover zurück. 2004 erfolgte die Gründung der Traumastiftung gGmbH.
Krettek wurde im Oktober 2021 emeritiert.
Krettek ist Mitherausgeber mehrerer Fachzeitschriften, u. a. Der Unfallchirurg.
Christian Krettek hat die von seinem Lehrer, Harald Tscherne, begründete „Hannoversche Schule“ in der Unfallchirurgie fortgeführt.

## Ehrungen
- Förderpreise der Arbeitsgemeinschaft für Osteosynthesefragen (1994, 1997, 1998)
- Ehrenmitglied der Hellenic Association of Orthopaedic Surgery and Traumatology (HAOST) (2005)
- Honorary Fellow des Royal College of Surgeons of Edinburgh (2005)
- Ehrenmitglied der Serbischen Traumagesellschaft für Orthopädie und Unfallchirurgie (2011)
- Verleihung der Johann Friedrich Dieffenbach Büste der Deutschen Gesellschaft für Unfallchirurgie (DGU) (2012)

## Mitgliedschaften
- Präsidiumsmitglied der Deutschen Gesellschaft für Unfallchirurgie (2001)
- Beiratsmitglied der Deutschen Rettungsflugwacht

## Schriften
- Positioning Techniques in Surgical Applications (Springer) 2006, Hrsg. C. Krettek, D. Aschemann
- Skeletal Trauma (Elsevier) 4th ed. (2009), 2 Bände. Hrsg. B. Browner, J. Jupiter, A. Levine, P. Trafton, C. Krettek
- Patientenversorgung im Großschadens- und Katastrophenfall (Deutscher Ärzteverlag) 2013, Hrsg. H.A. Adams, C. Krettek, C. Lange, C. Unger
- Hypovolämischer Schock (Deutscher Ärzteverlag) 2010 H.A. Adams, G. Baumann, I. Cascorbi, C. Dodt, C. Ebener-Rothärmel, M. Emmel, S. Geiger, F. Hildebrand, U. Janssens, H.J. Klippe, W.T. Knoefel, C. Krettek, L. Lampl, G. Marx, U. Müller-Werdan, J. Piek, H. Prange, D. Roesner, B. Roth, A. Sarrafzadeh, T. Standl, W. Teske, G.S. Werner, J. Windolf, R. Zander, H.R. Zerkowski
- Hüfte und Oberschenkel In: Tscherne Unfallchirurgie (Springer) 2012 Hrsg. N. Haas, C. Krettek
- Skeletal Trauma (Elsevier) 5th ed. (2014), 2 Bände. Hrsg. B. Browner, J. Jupiter, C. Krettek, P. Anderson